# 卡爾·博姆
卡爾·博姆（德語：Carl Bohm，1844年9月11日—1920年4月4日），德國鋼琴家、作曲家。
卡爾·博姆被認為是19世紀德國著名的作曲家之一，並撰寫了《噴泉》等作品。